# 사도 기센

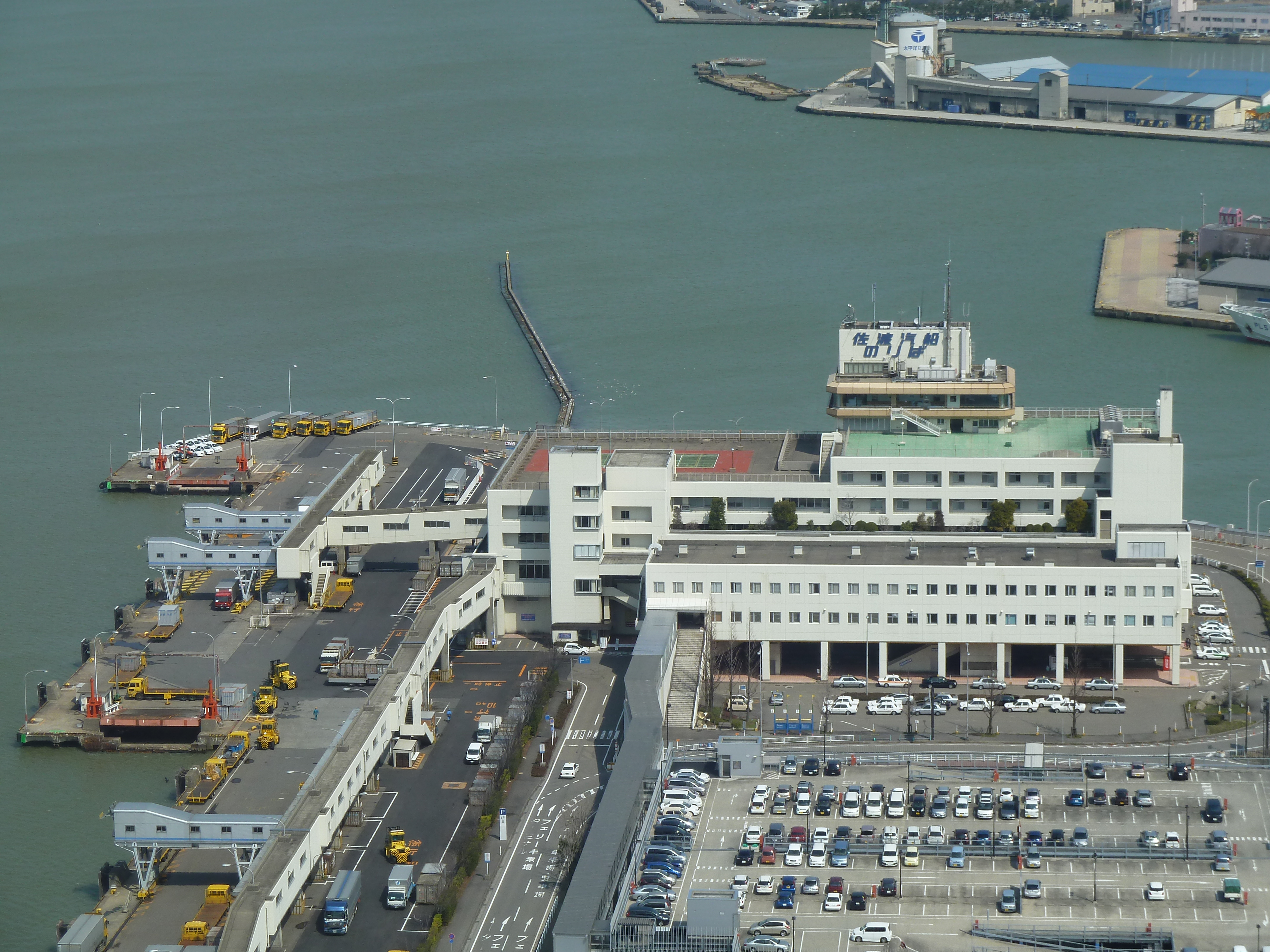
니가타항 여객터미널 전경.

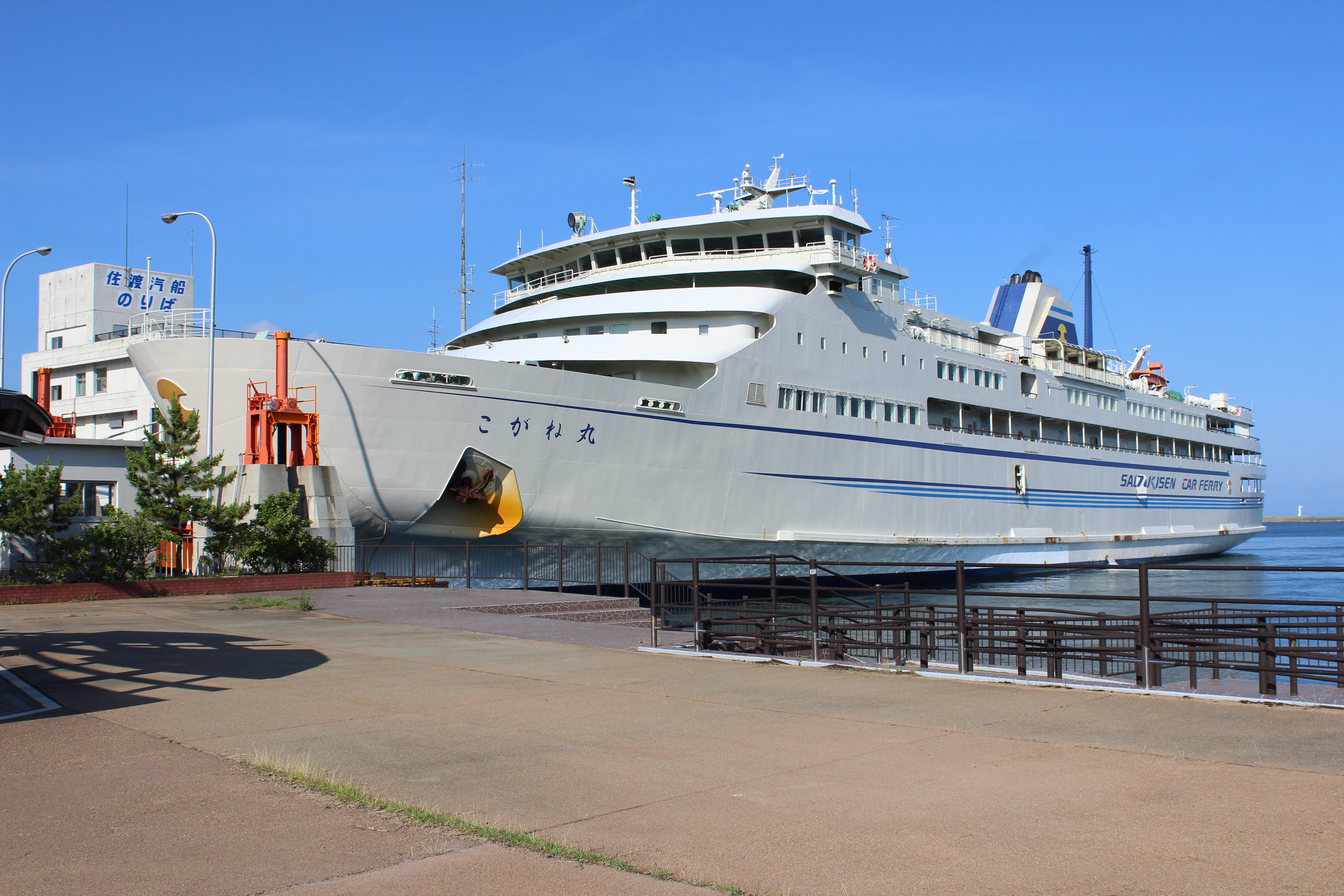
사도 기센에 속한 여객선의 모습

사도 기센(일본어: 佐渡汽船)은 일본 니가타현 사도시를 거점으로 하는 페리나 제트포일 등과 같은 각종 여객선을 전문적으로 운용되고 있는 해운 회사이다. 1913년 2월 3일 정식으로 설립되었으며 거점 항구는 료쓰항이지만, 이 업체가 우량 기업으로 선정되면서 자스닥(한국으로 치면 코스닥으로 대응)에 상장되어 있는 상태이다.

## 운항 노선
사도 기센의 주요 여객선 운항 노선은 3개의 노선을 보유하고 있다.
- 료쓰항 ~ 니가타항
- 나오에스항 ~ 오기항
- 데라도마리항 ~ 아카도마리항

## 보유 선박
보유 선박은 제트포일 3종과 카페리 2종, 고속 카페리 1종, 고속 페리 1종 등 7종의 선박을 보유하고 있다. 제트포일은 긴자, 쓰바사, 스이세이로 구성되어 있으며, 카페리는 도키와마루와 오케사마루를, 고속 카페리인 아카네호에 심지어는 일반 고속 페리인 아이비스호까지 총합 7종의 여객선을 가지고 있다.